# 楊進 (萬曆進士)
楊進（？—？），字完履，號蕙畮，山西平阳府蒲州人。

## 家族
嗣祖杨巍，赠陕西右参政。嗣父杨声远，赠陕西右参政。生父杨清，封四川道御史，赠陕西右参政。兄杨中极，天啓二年进士、四川道御史。

## 生平
万历四十六年（1618年）戊午科山西乡试举人，四十七年（1619年）联捷己未科進士，授陕西咸宁县知县、天啓四年遷滑縣知縣、七年擢礼部儀制司主事，崇祯四年升祠祭司员外郎，本年升郎中，擢山東青州海防兵备佥事，六年升河南大名分巡右參議，七年改隴右分守参政，駐鞏昌、十年晉陕西按察使、十三年九月擢右僉都御史巡撫保定、十五年閏十一月，被免职。